# The Last Kumite
Pour plus de détails, voir Fiche technique et Distribution.
The Last Kumite est une hommage aux films d'arts martiaux les plus populaires des décennies 80 et 90. Le film est tourné par Ross W. Clarkson au style rétro avec des icônes cultes des arts martiaux de la vieille école. C'est la  première  apparition au cinéma de catcheur belge Mike Derudder, connu par son nom de ring Mike D Vecchio.

## Synopsis
L'artiste martial Michael Rivers (Mathis Landwehr) est choisi par le racketteur Ron Hall pour se battre dans un tournoi illégal en Bulgarie. Michel Rivers refuse de faire ce voyage parce qu'il préfère de prendre soin de sa fille Bree (Kira Kortenbach). Sans hésitation le promoteur criminel Ron Hall enlève Bree. Car la police ne peut pas trouver sa fille, Rivers n'a aucun choix. Il va en Bulgarie où il trouve des autres combattants qui sont aussi victimes d'une telle chantage. Bientôt ils rencontrent le champion invaincu de Ron Hall. Dracko (Mike Derudder) est un vrai killer. Michael Rivers à besoin de s'entraîner très dur pour survivre le tournoi.

## Fiche technique
- Réalisation : Ross W. Clarkson
- Scénario : Sean David Lowe et Ross W. Clarkson
- Production : Sean David Lowe
- Musique originale : Paul Hertzog
- Photographie : Ross W. Clarkson
- Montage : Oliver Harper
- Format :
- Pays de production :  Allemagne
- Langue : anglais
- Date de sortie : 
  - États-Unis : 2024

## Distribution
- Mathis Landwehr : Michael Rivers
- Mike Derudder ("Mike D Vecchio"/"Belgian War Machine") : Dracko

- Matthias Hues : Ron Hall
- Kurt McKinney : Damon Spears
- Cynthia Rothrock : Julie Jackson
- Michel Qissi : Wolf
- Abdel Qissi : Detective Dobrev
- Billy Blanks : Maître Loren
- David Kurzhal ("Viking Samurai) : Marcus Gantz
- Mike Möller : Lightning
- Monia Moula : Lea Martin
- Kira Kortenbach : Bree Rivers
- David "Bolo Jr" Yeung : Yulong

## Tournage
Le film est tourné en Allemagne et en Bulgarie.

## Accueil
The Last Kumite est décrit d'être "comme un parfum des 90’s".

## Reférences
1. ↑  (en) Cherycok, « The Last Kumite : comme un parfum des 90’s » [archive du 9 juin 2023], sur darksidereviews.com, 15 mars 2023 (consulté le 9 juin 2024)